# Franco Adami
Pour les articles homonymes, voir Adami.
Franco Adami, né le 19 novembre 1933 à Pise (Italie) et mort le 20 avril 2022 à Paris, est un sculpteur italien contemporain.

## Biographie
Après des études à l'Institut Leonardo da Vinci de Pise, de la Scuola d'Arte de Cascina et de l'École des Beaux-Arts de Florence, Franco Adami arrive à Paris en 1959 où il se lie d'amitié avec le sculpteur René Collamarini, alors professeur à l'école des Beaux Arts de Paris, ainsi qu'avec Ossip Zadkine. 
Inspiré à la fois par les civilisations étrusque, romaine, aztèque ou encore africaine, Franco Adami donne à ses créations, réalisées avec des matériaux nobles qui défient le temps par leur résistance (marbre blanc de Carrare, noir de Belgique ou bronze),  des formes symétriques et majestueuses.
Franco Adami meurt le 20 avril 2022, à l'âge de 88 ans, dans le 13e arrondissement de Paris.

## Récompenses
- Prix de sculpture de Cascina (Italie), 1957
- Prix Fernand Dupré de sculpture (Cholet), 1981
- Prix de sculpture de la Fondation de France, 1987

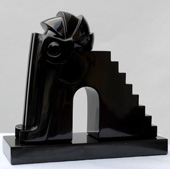
Sculpture Le cheval de Troie.

## Principales expositions dans les musées
- Musée d'Abidjan (Côte d'Ivoire)
- Musée Marino Marini (Florence)
- Musée de Pise (Pise), Musée di Bozzetti (Pietrasanta)
- Musée Théodor Zink (Kaiserslautern)
- Musée Antoine Lecruyer (Saint-Quentin)
- Musée Rodin « Formes humaines » (Paris)
- Musée national d'Histoire naturelles (Paris)
- Musée des Beaux-Arts (Maubeuge)
- Musée d'Art moderne (Paris)
- Musée d'Art et d'Histoire (Cholet)
- Musée d'Évreux

## Réalisations monumentales
- Sculpture pour la résidence du président de la République de Côte d'Ivoire, à Abidjan
- Fontaine pour la cour d'honneur de la Présidence de la République de Togo, à Pya
- Monument pour la paix de Lomé, au Togo
- Sculpture pour la ville de Pietrasanta, en Italie (Le Jugement du Minotaure)

## Principales collections privées
- Collection Olivier Doria d'Angri (Rome Londres)